# Шане (Јон)
Шане (фр. Cheney) је насељено место у Француској у региону Бургоња, у департману Јон.
По подацима из 2011. године у општини је живело 264 становника, а густина насељености је износила 44,37 становника/km².

## Демографија
| 1962. | 1968. | 1975. | 1982. | 1990. | 2011. |
| ----- | ----- | ----- | ----- | ----- | ----- |
| 185   | 196   | 187   | 254   | 49    | 264   |